# 戶並誠
戶並誠（化名：マック赤坂，Mac Akasaka、1948年9月18日—），是一位日本商人，政治家和常年候選人。
他出生在名古屋，在一個艱苦的家庭長大，並就讀於京都大學。